# Palpita incesta
Palpita incesta is een vlinder uit de familie van de grasmotten (Crambidae), uit de onderfamilie van de Spilomelinae. De wetenschappelijke naam van deze soort is voor het eerst voorgesteld door Jae-Ho Ko, Ulziijargal Bayarsaikhan, Tak-Gi Lee, Yeong-Bin Cha, Jong Koo Lee, Yang-Seop Bae in een publicatie uit 2021.
De soort komt voor in Laos.